# Dystheatias podarge
Dystheatias podarge är en insektsart som beskrevs av Ronald Gordon Fennah 1970. Dystheatias podarge ingår i släktet Dystheatias och familjen kilstritar. Inga underarter finns listade i Catalogue of Life.